# Vladimir Kolev
Vladimir Nikolov Kolev (in bulgaro Владимир Николов Колев?; 18 aprile 1954) è un ex pugile bulgaro.

## Palmarès

### Olimpiadi
- 1 medaglia:
  - 1 bronzo (Montréal 1976 nei pesi welter leggeri)

### Mondiali dilettanti
- 1 medaglia:
  - 1 argento (L'Avana 1974 nei pesi welter leggeri)